# Lacs d'Étival
Les lacs d'Étival (également appelés parfois lacs des Ronchaux) sont deux petits lacs glaciaires situés sur le deuxième plateau du massif du Jura, à près de 800 mètres d'altitude sur la commune d'Étival-les-Ronchaux, en périphérie de la Région des lacs du Jura français, dans le canton de Moirans-en-Montagne. On utilise parfois le singulier lac d'Étival tant les deux plans d'eau forment un ensemble.

## Géographie
Les lacs sont situés au pied d'une barre calcaire haute de plus de 100 m qui est le premier élément de l'anticlinal de Prénovel. Les lacs sont au fond d'une gouttière synclinale tapissé de dépôts marno-calcaires. Le village d'Étival surplombe les deux lacs à l'ouest, tandis que le village des Ronchaux les surplombe au sud.
Les lacs sont allongés dans un sens Nord-Sud ; à l'origine ils formaient une seule étendue d'eau longue de 3 km sur plus de 100 m de large. Aujourd'hui, ils sont séparés par une moraine étroite d'une cinquantaine de mètres qui délimite les deux bassins.
Alimentés par des sources au pied de la barre calcaire qui constitue le seuil vers le Haut-Jura à 900 m et par le petit lac encaissé de la Fauge au sud, les lacs sont en communication l'un avec l'autre, l'exutoire se trouvant au nord où les eaux se perdent en sources souterraines qui débouchent pour une part à La Frasnée, à 6 km.
La dépression qui englobe aussi le très petit lac de l’Assencière, à l’ouest, de même type, a un fonctionnement proche de celui d'un étang. Une zone marécageuse s'étend au sud du grand lac d'Étival avec des roselières et des tourbières, alors que la rive ouest offre des laîches et des prairies de fauche et de pâture, le flanc est quant à lui occupé par la forêt de feuillus.

## Statuts
Le petit lac est privé alors que le statut du grand lac est complexe : l'eau appartient au syndicat des eaux qui assure un pompage d'appoint pour la commune d'Étival-les-Ronchaux et alors que le droit de pêche appartient à 3 personnes. Ces lacs sont d'ailleurs peu poissonneux : on y trouve surtout des gardons et quelques tanches et brochets de petite taille.

## Activités
Situés à 800 m d'altitude, peu profonds et sans alimentation forte, les lacs gèlent tous les hivers et l'on peut y rencontrer quelques patineurs. La rudesse du climat comme la configuration ont préservé l'aspect sauvage de l'endroit apprécié des promeneurs et des naturalistes : le lynx a par exemple été observé à plusieurs reprises dans les parages des lacs.

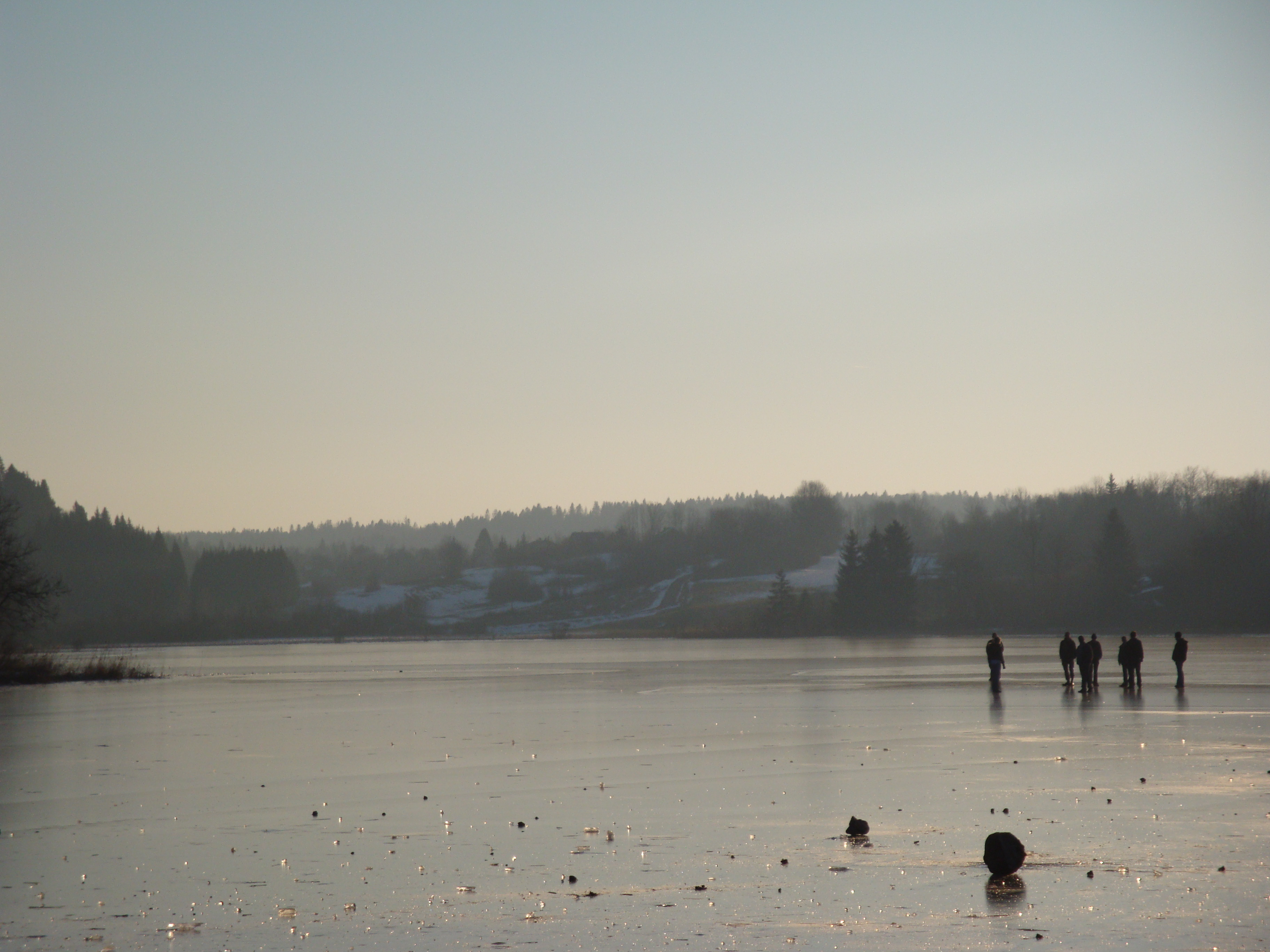
Vue du grand lac, gelé en décembre 2008.